# Nina Söderquist
Nina Elisabeth Söderquist, född 6 maj 1972 i Bollnäs i Hälsingland, är en svensk sångerska.

## Biografi
Åren 2002–2004 arbetade Söderquist som sjungande servitris på Wallmans salonger i Stockholm (Teatergatan). 2005–2007 deltog hon i Wallmans på Turné och Wallmans på Silja Line. Hon är fältartist sedan 2006 och har underhållit de svenska styrkorna i bland annat Afghanistan, Somalia, Mali, Liberia, och Kosovo. 
Den 2 februari 2008 vann Söderquist dokusåpan West End Star i TV3. Som vinst fick hon huvudrollen som Lady of the Lake i West End-uppsättningen av musikalen Spamalot i London. Rollen har hon även spelat i Malmö och i Stockholm 2011–2012.
I juli 2008 deltog Söderquist i Allsång på Skansen. I slutet av juli samma år avslöjades det att hon hade förlorat kampen om en roll i den amerikanska filmen Nine. Rollen gick istället till den amerikanska sångerskan Fergie.
Söderquist deltog i Melodifestivalen 2009. Hon deltog i första deltävlingen i Göteborg 7 februari med låten Tick Tock. Hon har även varit med i fem avsnitt av Så ska det låta 2009–2016. Hon har även medverkat i programmet Singing Bee på TV3, i juni 2009. 
År 2009 medverkade Söderquist i Robert Wells Rhapsody in Rock tillsammans med bland andra Glenn Hughes och Jon Lord från Deep Purple. I december samma år turnerade hon med showproduktionen Stjärnklart. Under 2009 och 2015 medverkade Nina Söderquist i  Champions of Rock, som är en turné med musik av rockgruppen Queen av och med Peter Johansson.  Sommaren 2016 medverkade Söderquist i Badrock. 2017 släpptes även Filmen om Badrock där hon medverkar. I september 2017 släppte hon duetten Goodbye tillsammans med Björn Skifs. Låten skrev hon tillsammans med Linus Sundvall.
Söderquist är radio-DJ på radiostationen Rockklassiker.

## Teater

### Roller (ej komplett)
| År   | Roll         | Produktion                          | Regi          | Teater        |
| ---- | ------------ | ----------------------------------- | ------------- | ------------- |
| 2011 | Damen i sjön | Spamalot Eric Idle och John Du Prez | Anders Albien | Oscarsteatern |
| 2013 | Cecilia      | I ljus och mörker Jon Anderzon      | Jon Anderzon  | Turné         |

## Diskografi

### Singlar
- Tick Tock – 2009
- How Do I – 2009
- Hard To Say I'm Sorry – 2009
- Faller himlen ner – 2015
- Kärlek – 2016
- Vilsen – 2016
- Goodbye (duett Björn Skifs) – 2017
- Vilsen och rädd – 2018
- Breathe – 2020